# Elecciones de la Ciudad Autónoma de Buenos Aires de 2000
Las elecciones generales de la Ciudad Autónoma de Buenos Aires de 2000 tuvieron lugar el domingo 7 de mayo del mencionado año con el objetivo de elegir al jefe de Gobierno para el período 2000-2004, y renovar las 60 bancas de la Legislatura Porteña para el mismo período. Fueron los segundos comicios locales porteños desde la autonomización de la Capital, en 1996, así como el primer desafío electoral que debía enfrentar el gobierno de la Alianza para el Trabajo, la Justicia y la Educación, oficialista tanto a nivel nacional como municipal y compuesta por la Unión Cívica Radical (UCR) y el Frente País Solidario (FREPASO).
El jefe de Gobierno saliente, el radical Enrique Olivera, no se presentó a la reelección, sino que el candidato oficialista fue el frepasista Aníbal Ibarra, con la radical Cecilia Felgueras como compañera de fórmula. Su principal oponente sería el ex ministro de Economía Domingo Cavallo, del partido Acción por la República, que configuró la coalición Encuentro por la Ciudad con el partido Nueva Dirigencia de Gustavo Béliz, quien fue candidato a vicejefe. Los demás candidatos se consideraron minoritarios, y el Partido Justicialista (PJ), principal fuerza opositora a nivel nacional, se mostró diezmada de cara a los comicios. La nueva constitución de la ciudad, aprobada después de las anteriores elecciones, preveía un sistema de segunda vuelta electoral o balotaje en la elección del jefe de Gobierno, en caso de que ninguna de las fórmulas obtuviera más del 50% de los votos positivos en la primera vuelta. Debido a los abrumadores triunfos de la Alianza en las elecciones de 1997 y las de 1999, y a la polarización de la elección entre Ibarra y Cavallo, se esperaba que el primero obtuviese la victoria en primera vuelta. Los esfuerzos de Cavallo se centraron mayormente en lograr forzar una segunda vuelta.
Durante el escrutinio, Ibarra se declaró ganador y la Alianza comenzó a celebrar prematuramente la victoria, mientras se confirmaba que en realidad había obtenido el 49,31% de los votos positivos, a 12.465 votos (0,69%) de lo requerido para ser electo en primera vuelta. Superó, sin embargo, por más de dieciséis puntos a Cavallo, que se ubicó en segundo puesto con el 33,20%. Detrás de él se ubicó la candidata del Partido PAIS, Irma Roy, con solo el 4,60%. A nivel legislativo, la Alianza obtuvo 29 de las 60 bancas en la Legislatura, a dos de asegurarse el quorum parlamentario, contra 20 del Encuentro por la Ciudad, y el resto de las bancas distribuidas entre varios partidos menores y facciones del justicialismo. La participación fue del 73,20% del electorado registrado. Mientras celebraba el resultado, Ibarra llamó a Cavallo a retirarse de la segunda vuelta, afirmando que «no le convendría» competir.
La noche de las elecciones, y en gran medida como respuesta a los comentarios de Ibarra, Cavallo se negó a reconocer el resultado. Durante un discurso ante sus partidarios, en el que manifestó un estallido de furia, tildó de «tramposo» al conteo de votos y llamó «mentirosos» repetidas veces a Ibarra y su equipo, al tiempo que exigía la anulación del escrutinio, afirmando que concurriría a la segunda vuelta «aún si faltara un solo voto». El presidente Fernando de la Rúa acusó a Cavallo de ejercer «la violencia verbal de la sospecha», y el secretario de Gobierno porteño, Guillermo Moreno Hueyo, amenazó con querellarlo. La mayoría de los candidatos derrotados criticaron la reacción agresiva de Cavallo y lo llamaron a retirarse de la segunda vuelta y, al día siguiente de la elección, Béliz anunció que retiraba su apoyo a la concurrencia. El 10 de mayo, Cavallo concedió un nuevo discurso, en el que se disculpó por sus anteriores exabruptos y se retiró del desempate, facilitando la elección de Ibarra. El jefe de Gobierno electo fue juramentado el 7 de agosto de 2000. El mandato fue posteriormente acortado y finalizó el 10 de diciembre de 2003, para corregir el desfase con la asunción de cargos nacionales.

## Reglas electorales
- Jefe de Gobierno y Vicejefe de Gobierno electos por segunda vuelta entre los dos candidatos más votados, si ningún candidato obtiene más del 50% de los votos.
- 60 diputados, la totalidad de los miembros de la Legislatura de la Ciudad Autónoma de Buenos Aires. Electos por sistema d'Hondt con un piso electoral de 1,5%.

## Principales candidatos

### Alianza
| | |
| | |
| Aníbal Ibarra | Cecilia Felgueras                                                                                  |
| para jefe de Gobierno | para vicejefa de Gobierno                                                                          |
| [[File:Anibal Ibarra.jpg\|300px\|alt={{{Alt\|{{{descripción}}}]] | [[File:Noimage.png\|500px\|alt={{{Alt\|{{{descripción}}}]]                                         |
| Vicepresidente de la Legislatura de la Ciudad Autónoma de Buenos Aires (1997-2000)                                                                                               | Presidenta del PAMI (1999-2000) Secretaria de Desarrollo Social de la Nación Argentina (1999-2000) |
| Partidos en la alianza: - Frente País Solidario - Unión Cívica Radical - Unión del Centro Democrático - Movimiento de Jubilados y Juventud - Partido de la Generación Intermedia | |

### Encuentro por la Ciudad
| |                                                                   |
| |                                                                   |
| Domingo Cavallo | Gustavo Béliz                                                     |
| para jefe de Gobierno | para vicejefe de Gobierno                                         |
| [[File:Domingo Cavallo (cropped).jpg\|240px\|alt={{{Alt\|{{{descripción}}}]]                                                                                             | [[File:Ministro Beliz.jpg\|350px\|alt={{{Alt\|{{{descripción}}}]] |
| Diputado de la Nación Argentina por la Ciudad de Buenos Aires (1997-2001) Ministro de Economía (1991-1996)                                                               | Legislador de la Ciudad de Buenos Aires (1997-2000)               |
| Partidos en la alianza: - Acción por la República - Nueva Dirigencia - Partido Demócrata - Partido Popular Independiente - Partido Federal - Partido Jubilados en Acción |                                                                   |

### Política Abierta para la Integridad Social
|                                                                      | |
| Irma Roy                                                             | José Castiñeira de Dios                                                                                                  |
| para jefa de Gobierno                                                | para vicejefe de Gobierno                                                                                                |
| [[File:Irma Roy diputada.jpg\|250px\|alt={{{Alt\|{{{descripción}}}]] | [[File:National Director for the Arts José Luis Castiñeira de Dios (cropped).jpg\|350px\|alt={{{Alt\|{{{descripción}}}]] |
| Diputada de la Nación por la Capital Federal (1987-1999)             | Músico y compositor |

### Izquierda Unida
|                                                                                         |                                                                                                   |
|                                                                                         | Independiente                                                                                     |
| Patricia Walsh                                                                          | Herman Schiller                                                                                   |
| para jefa de Gobierno                                                                   | para vicejefe de Gobierno                                                                         |
| [[File:Patricia Walsh.png\|250px\|alt={{{Alt\|{{{descripción}}}]]                       | [[File:Movimiento Judío por los DDHH Hermann Schiller.jpg\|800px\|alt={{{Alt\|{{{descripción}}}]] |
| Psicóloga social                                                                        | Periodista y defensor de derechos humanos                                                         |
| Partidos en la alianza: - Movimiento Socialista de los Trabajadores - Partido Comunista |                                                                                                   |

### Otras candidaturas
|                                                                                           |                                                                                           |                       |                           |                                  |                                                                                             |                                                                                     |                                                                                     |                       |                           |
| Antonio Cartañá                                                                           | Jorge Selser                                                                              | Lía Méndez            | Oscar Cevey               | Raúl G. Ocampo                   | Aníbal Jozami                                                                               | Pablo Rieznik                                                                       | Hugo Villamil                                                                       | Susana Sacchi         | Gustavo de Biase          |
| para jefe de gobierno                                                                     | para vicejefe de gobierno                                                                 | para jefa de gobierno | para vicejefe de gobierno | para jefe de gobierno            | para vicejefe de gobierno                                                                   | para jefe de gobierno                                                               | para vicejefe de gobierno                                                           | para jefa de gobierno | para vicejefe de gobierno |
|                                                                                           |                                                                                           |                       |                           |                                  | [[File:Aníbal Jozami (UNTREF - Bienal Sur 2016).jpg\|225px\|alt={{{Alt\|{{{descripción}}}]] | [[File:Pablo Rieznik.jpg\|225px\|alt={{{Alt\|{{{descripción}}}]]                    |                                                                                     |                       |                           |
| escribano                                                                                 | médico                                                                                    | abogada               | apoderado                 | Ministro de Justicia (1997-1999) | Rector de la Universidad Nacional de Tres de Febrero (desde 1997)                           | economista, docente y investigador                                                  | investigador                                                                        | maestra               | dirigente gremial         |
| Partidos que integraban la alianza: - Partido Socialista Auténtico - Partido de la Ciudad | Partidos que integraban la alianza: - Partido Socialista Auténtico - Partido de la Ciudad | Partido sin alianza   | Partido sin alianza       | Partido sin alianza              | Partido sin alianza                                                                         | Partidos que integraban la alianza: - Frente de Unidad Trabajadora - Partido Obrero | Partidos que integraban la alianza: - Frente de Unidad Trabajadora - Partido Obrero | Partido sin alianza   | Partido sin alianza       |
|                                                                                           |                                                                                           |                       |                           |                                  |                                                                                             |                                                                                     |                                                                                     |                       |                           |
| Laura Marrone                                                                             | Jorge Guidobono                                                                           | Manuel Gaggero        | Marcelo Frondizi          | Silvia Zimmermann                | Miguel Chio                                                                                 | Federico Kramer                                                                     | Juana Caparroz                                                                      | Antonio Montenegro    | Miguel Calvete            |
| para jefa de gobierno                                                                     | para vicejefe de gobierno                                                                 | para jefe de gobierno | para vicejefe de gobierno | para jefa de gobierno            | para vicejefe de gobierno                                                                   | para jefe de gobierno                                                               | para vicejefe de gobierno                                                           | para jefe de gobierno | para vicejefe de gobierno |
| a                                                                                         |                                                                                           |                       |                           |                                  |                                                                                             |                                                                                     |                                                                                     |                       |                           |
| docente                                                                                   | docente                                                                                   | dirigente gremial     | abogado y periodista      |                                  |                                                                                             |                                                                                     |                                                                                     |                       |                           |
| Partido sin alianza                                                                       | Partido sin alianza                                                                       | Partido sin alianza   | Partido sin alianza       | Partido sin alianza              | Partido sin alianza                                                                         | Partido sin alianza                                                                 | Partido sin alianza                                                                 | Partido sin alianza   | Partido sin alianza       |

## Boletas

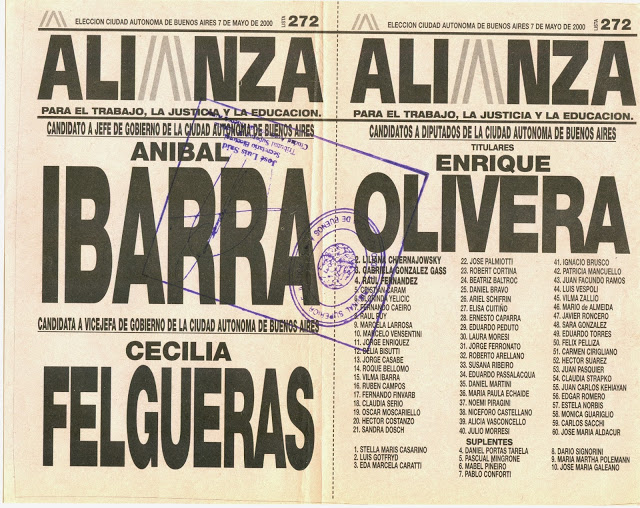
Alianza
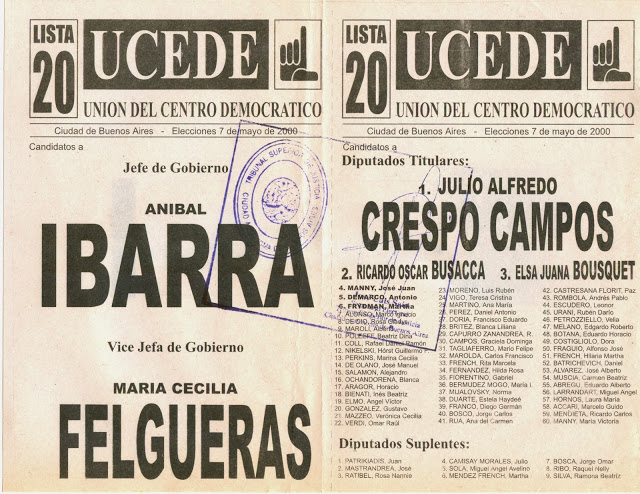
Unión del Centro Democrático
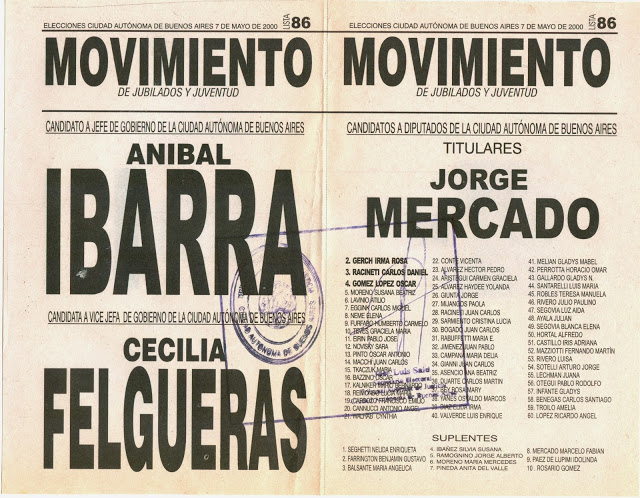
Movimiento de Jubilados y Juventud
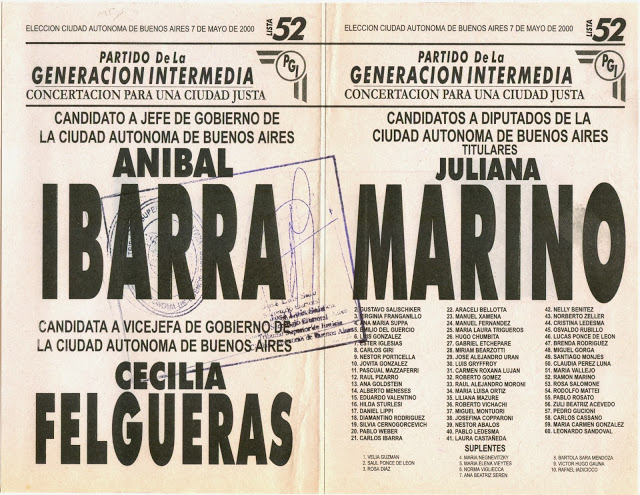
Partido de la Generación Intermedia
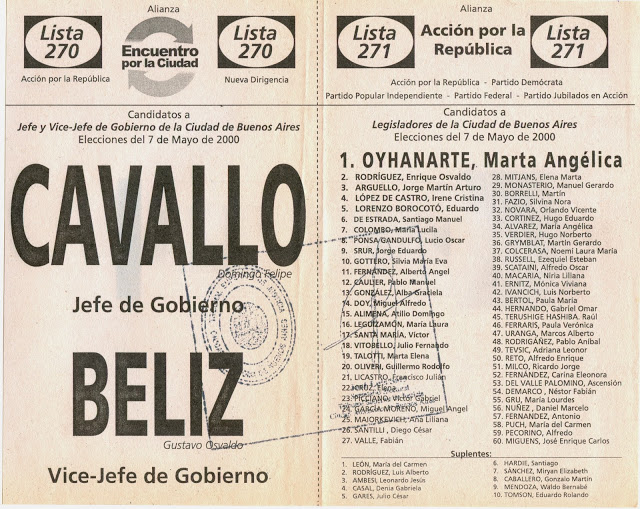
Encuentro por la Ciudad
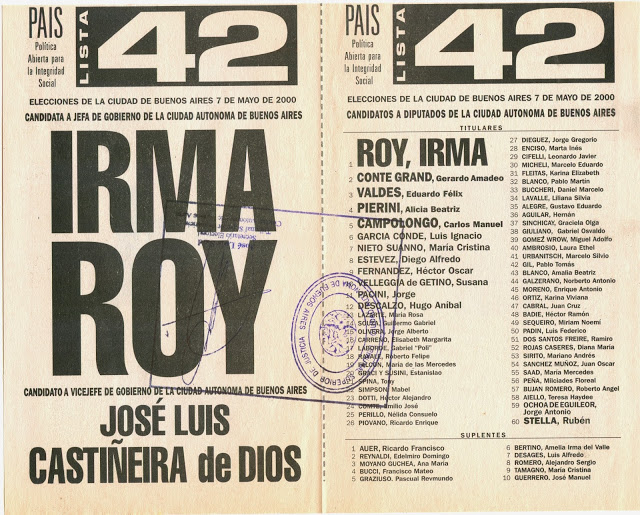
Política Abierta para la Integridad Social
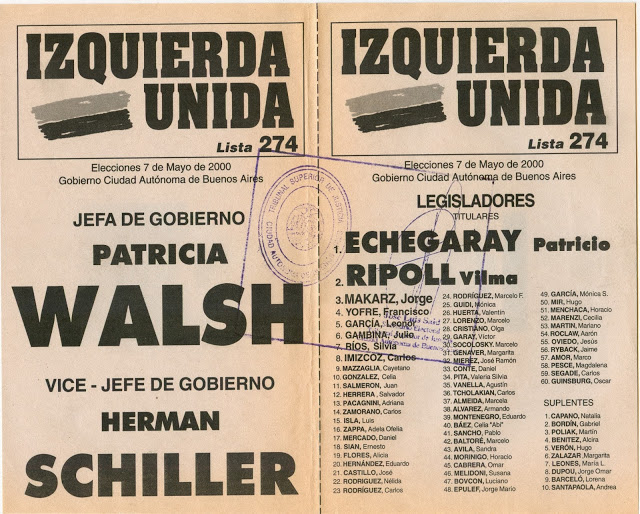
Izquierda Unida
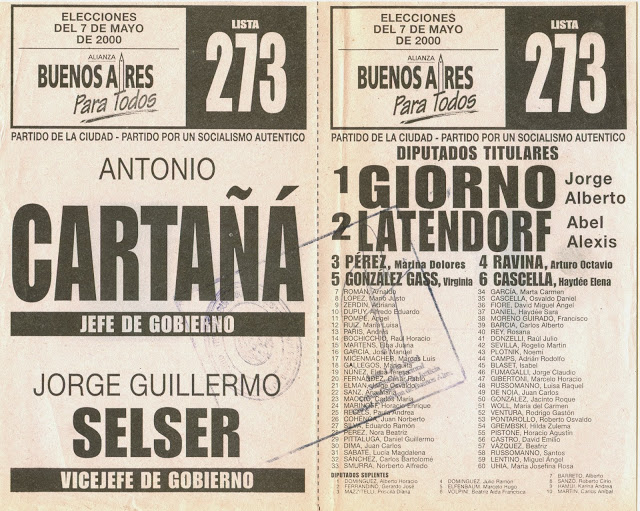
Buenos Aires para Todos
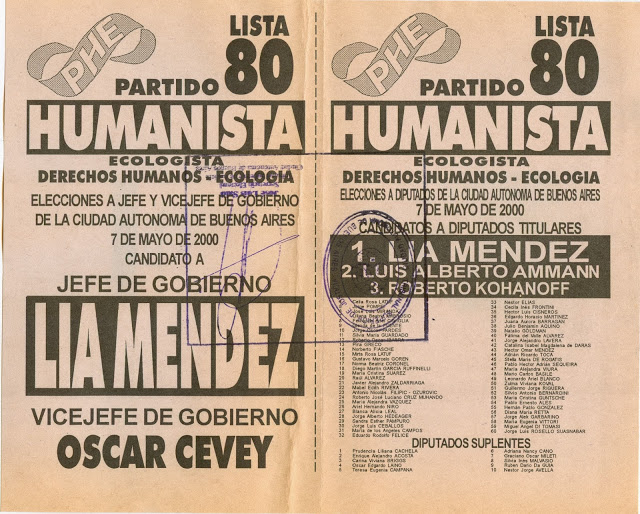
Partido Humanista Ecologista
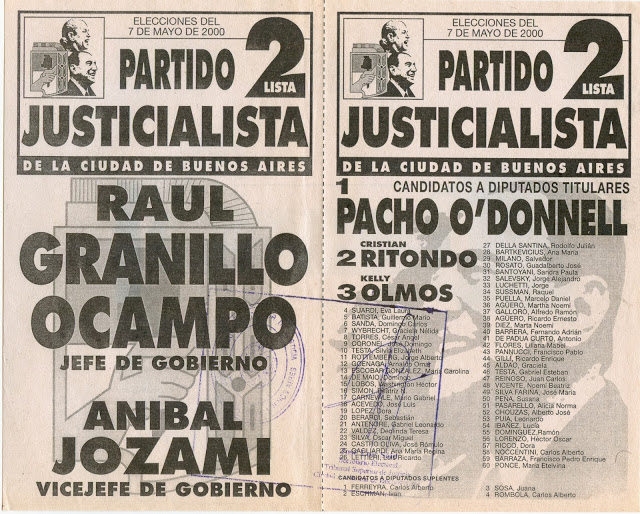
Partido Justicialista
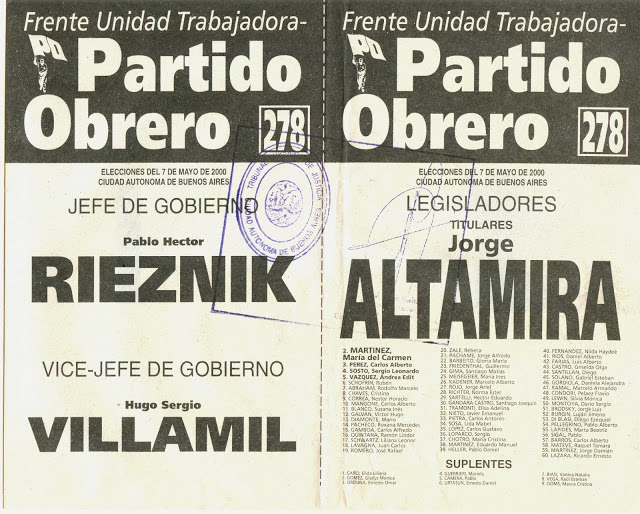
Frente Unidad Trabajadora - Obrero
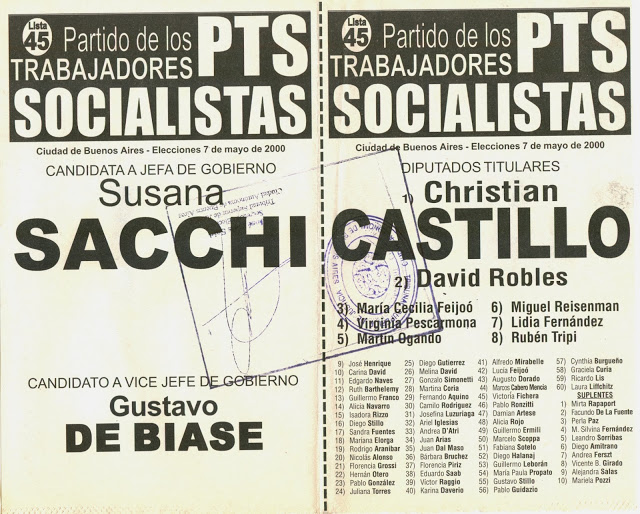
Partido de los Trabajadores Socialistas
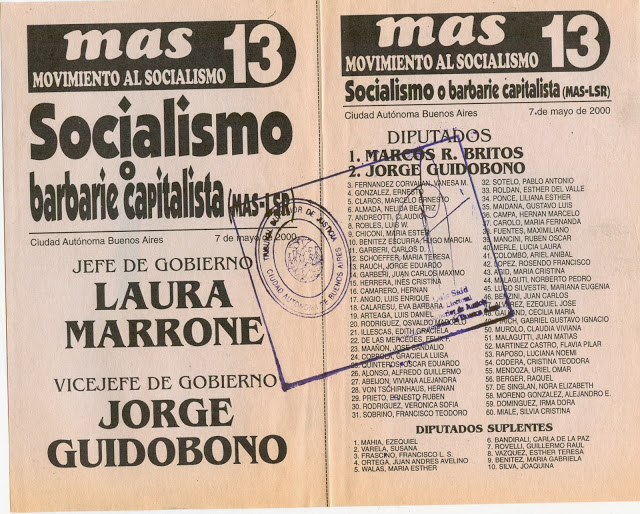
Movimiento al Socialismo
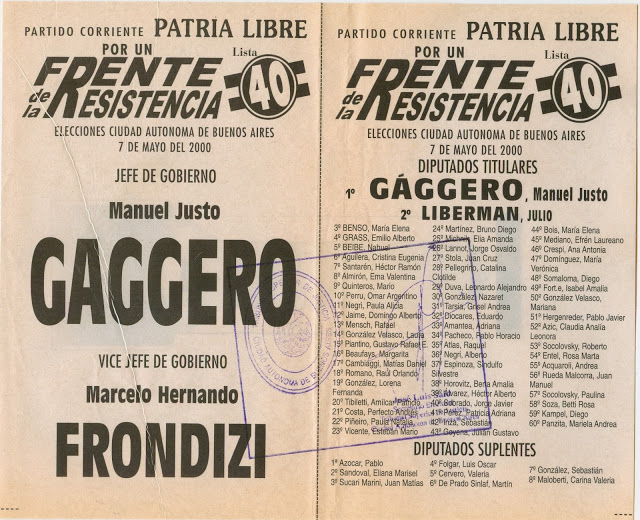
Corriente Patria Libre
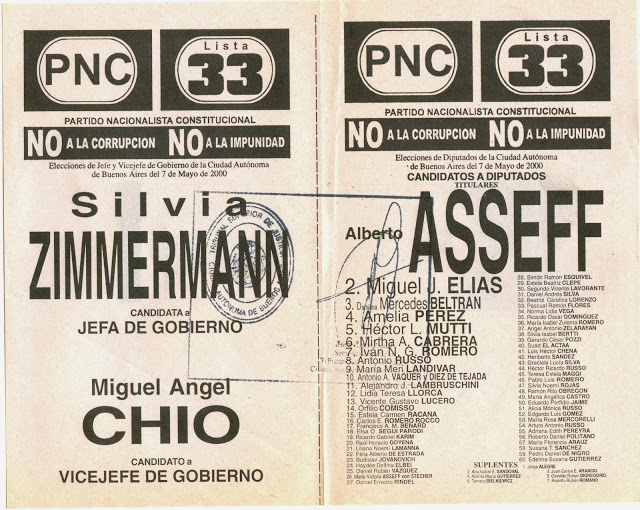
Partido Nacionalista Constitucional
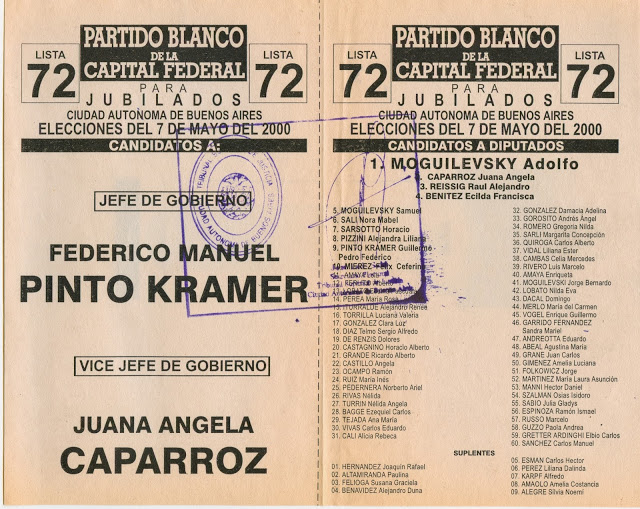
Partido Blanco
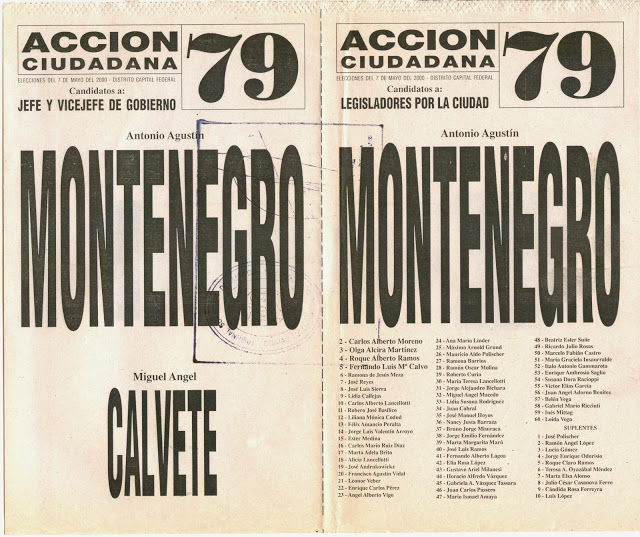
Acción Ciudadana

## Resultados

### Jefe y Vicejefe de Gobierno
| Fórmula               | Fórmula                      | Partido/Alianza          | Partido/Alianza                            | Partido/Alianza                                     | Votos     | %     |
| Jefe de Gobierno      | Vicejefe de Gobierno         | Partido/Alianza          | Partido/Alianza                            | Partido/Alianza                                     | Votos     | %     |
| --------------------- | ---------------------------- | ------------------------ | ------------------------------------------ | --------------------------------------------------- | --------- | ----- |
| Aníbal Ibarra         | Cecilia Felgueras            |                          |                                            | Alianza para el Trabajo, la Justicia y la Educación | 699.979   | 39,00 |
| Aníbal Ibarra         | Cecilia Felgueras            |                          | Unión del Centro Democrático               | 79.629                                              | 4,44      |       |
| Aníbal Ibarra         | Cecilia Felgueras            |                          | Movimiento de Jubilados y Juventud         | 55.695                                              | 3,10      |       |
| Aníbal Ibarra         | Cecilia Felgueras            |                          | Partido de la Generación Intermedia        | 49.580                                              | 2,76      |       |
| Aníbal Ibarra         | Cecilia Felgueras            | Total Ibarra - Felgueras | Total Ibarra - Felgueras                   | Total Ibarra - Felgueras                            | 884.883   | 49,30 |
| Domingo Cavallo       | Gustavo Béliz                |                          | Alianza Encuentro por la Ciudad            | Alianza Encuentro por la Ciudad                     | 595.775   | 33,20 |
| Irma Roy              | José Luis Castiñeira de Dios |                          | Política Abierta para la Integridad Social | Política Abierta para la Integridad Social          | 82.482    | 4,59  |
| Patricia Walsh        | Herman Schiller              |                          | Izquierda Unida                            | Izquierda Unida                                     | 61.578    | 3,43  |
| Antonio Cartañá       | Jorge Selser                 |                          | Buenos Aires para Todos                    | Buenos Aires para Todos                             | 49.855    | 2,78  |
| Lía Méndez            | Oscar Cevey                  |                          | Partido Humanista Ecologista               | Partido Humanista Ecologista                        | 30.835    | 1,72  |
| Raúl Granillo Ocampo  | Aníbal Jozami                |                          | Partido Justicialista                      | Partido Justicialista                               | 30.096    | 1,68  |
| Pablo Rieznik         | Hugo Villamil                |                          | Frente Unidad Trabajadora - Obrero         | Frente Unidad Trabajadora - Obrero                  | 25.968    | 1,45  |
| Susana Sacchi         | Gustavo de Biase             |                          | Partido de los Trabajadores Socialistas    | Partido de los Trabajadores Socialistas             | 8.447     | 0,47  |
| Laura Enda Marrone    | Jorge Guidobono Rey          |                          | Movimiento al Socialismo                   | Movimiento al Socialismo                            | 8.198     | 0,46  |
| Manuel Gaggero Pérez  | Marcelo Frondizi             |                          | Corriente Patria Libre                     | Corriente Patria Libre                              | 5.321     | 0,30  |
| Silvia Zimmermann     | Miguel A. Chio               |                          | Partido Nacionalista Constitucional        | Partido Nacionalista Constitucional                 | 4.314     | 0,24  |
| Federico Pinto Kramer | Juana A. Caparroz            |                          | Partido Blanco de la Capital Federal       | Partido Blanco de la Capital Federal                | 3.992     | 0,22  |
| Antonio Montenegro    | Miguel Calvete               |                          | Acción Ciudadana                           | Acción Ciudadana                                    | 2.951     | 0,16  |
| Votos positivos       | Votos positivos              | Votos positivos          | Votos positivos                            | Votos positivos                                     | 1.794.695 | 96,02 |
| Votos en blanco       | Votos en blanco              | Votos en blanco          | Votos en blanco                            | Votos en blanco                                     | 48.896    | 2,62  |
| Votos nulos           | Votos nulos                  | Votos nulos              | Votos nulos                                | Votos nulos                                         | 25.422    | 1,36  |
| Participación         | Participación                | Participación            | Participación                              | Participación                                       | 1.869.013 | 73,20 |
| Votantes registrados  | Votantes registrados         | Votantes registrados     | Votantes registrados                       | Votantes registrados                                | 2.553.361 | 100   |
| Fuente:               |                              |                          |                                            |                                                     |           |       |

#### Por circunscripción electoral
| Circunscripción        | Circunscripción        | Aníbal Ibarra (Alianza) | Aníbal Ibarra (Alianza) | Domingo Cavallo (EpC) | Domingo Cavallo (EpC) | Irma Roy (PAIS) | Irma Roy (PAIS) | Patricia Walsh (IU) | Patricia Walsh (IU) | Antonio Cartañá (BApT) | Antonio Cartañá (BApT) | Lía Méndez (PH) | Lía Méndez (PH) | Raúl Granillo Ocampo (PJ) | Raúl Granillo Ocampo (PJ) | Pablo Rieznik (FUT-PO) | Pablo Rieznik (FUT-PO) | Otros  | Otros | Total     |
| N.º                    | Parroquia              | Votos                   | %                       | Votos                 | %                     | Votos           | %               | Votos               | %                   | Votos                  | %                      | Votos           | %               | Votos                     | %                         | Votos                  | %                      | Votos  | %     | Votos     |
| ---------------------- | ---------------------- | ----------------------- | ----------------------- | --------------------- | --------------------- | --------------- | --------------- | ------------------- | ------------------- | ---------------------- | ---------------------- | --------------- | --------------- | ------------------------- | ------------------------- | ---------------------- | ---------------------- | ------ | ----- | --------- |
| 1                      | Vélez Sársfield        | 31.741                  | 50,90                   | 18.498                | 29,66                 | 3.406           | 5,46            | 2.438               | 3,91                | 1.884                  | 3,02                   | 1.203           | 1,93            | 853                       | 1,37                      | 1.031                  | 1,65                   | 1.311  | 2,10  | 62.365    |
| 2                      | San Cristóbal Sud      | 20.775                  | 47,28                   | 13.941                | 31,73                 | 2.423           | 5,52            | 1.724               | 3,92                | 1.060                  | 2,41                   | 722             | 1,64            | 1.373                     | 3,13                      | 913                    | 2,08                   | 1.007  | 2,29  | 43.938    |
| 3                      | Santa Lucía            | 21.020                  | 50,39                   | 12.915                | 30,96                 | 1.957           | 4,69            | 1.502               | 3,60                | 1.114                  | 2,67                   | 642             | 1,54            | 1.003                     | 2,40                      | 693                    | 1,66                   | 872    | 2,09  | 41.718    |
| 4                      | San Juan Evangelista   | 15.245                  | 48,19                   | 10.251                | 32,41                 | 1.671           | 5,28            | 1.192               | 3,77                | 690                    | 2,18                   | 530             | 1,68            | 689                       | 2,18                      | 646                    | 2,04                   | 718    | 2,27  | 31.632    |
| 5                      | Flores                 | 55.143                  | 53,18                   | 30.589                | 29,50                 | 4.808           | 4,64            | 3.566               | 3,44                | 3.451                  | 3,33                   | 1.858           | 1,79            | 1.115                     | 1,08                      | 1.384                  | 1,33                   | 1.777  | 1,71  | 103.691   |
| 6                      | San Carlos Sud         | 40.823                  | 52,57                   | 23.298                | 30,00                 | 3.425           | 4,41            | 2.821               | 3,63                | 2.643                  | 3,40                   | 1.401           | 1,81            | 841                       | 1,08                      | 1.041                  | 1,34                   | 1.364  | 1,76  | 77.657    |
| 7                      | San Carlos Norte       | 45.454                  | 55,24                   | 22.238                | 27,02                 | 3.467           | 4,21            | 3.543               | 4,31                | 2.610                  | 3,17                   | 1.481           | 1,80            | 886                       | 1,08                      | 1.248                  | 1,52                   | 1.358  | 1,65  | 82.285    |
| 8                      | San Cristóbal Norte    | 17.684                  | 49,02                   | 11.104                | 30,78                 | 1.976           | 5,48            | 1.448               | 4,01                | 1.002                  | 2,78                   | 680             | 1,88            | 731                       | 2,03                      | 643                    | 1,78                   | 809    | 2,24  | 36.077    |
| 9                      | Balvanera Oeste        | 25.663                  | 51,18                   | 15.177                | 30,27                 | 2.339           | 4,67            | 1.944               | 3,88                | 1.341                  | 2,67                   | 939             | 1,87            | 879                       | 1,75                      | 903                    | 1,80                   | 959    | 1,91  | 50.144    |
| 10                     | Balvanera Sud          | 13.772                  | 50,22                   | 8.504                 | 31,01                 | 1.398           | 5,10            | 962                 | 3,51                | 799                    | 2,91                   | 422             | 1,54            | 549                       | 2,00                      | 476                    | 1,74                   | 540    | 1,97  | 27.422    |
| 11                     | Balvanera Norte        | 16.076                  | 53,47                   | 9.089                 | 30,23                 | 1.137           | 3,78            | 1.020               | 3,39                | 776                    | 2,58                   | 464             | 1,54            | 579                       | 1,93                      | 390                    | 1,30                   | 536    | 1,78  | 30.067    |
| 12                     | Concepción             | 15.116                  | 50,39                   | 8.995                 | 29,98                 | 1.439           | 4,80            | 1.194               | 3,98                | 836                    | 2,79                   | 475             | 1,58            | 779                       | 2,60                      | 528                    | 1,76                   | 636    | 2,12  | 29.998    |
| 13                     | Montserrat             | 14.698                  | 44,66                   | 12.486                | 37,94                 | 1.566           | 4,76            | 1.085               | 3,30                | 785                    | 2,38                   | 510             | 1,55            | 629                       | 1,91                      | 498                    | 1,51                   | 656    | 1,99  | 32.913    |
| 14                     | San Nicolás            | 12.911                  | 45,54                   | 10.790                | 38,06                 | 1.176           | 4,15            | 885                 | 3,12                | 735                    | 2,59                   | 404             | 1,42            | 608                       | 2,14                      | 365                    | 1,29                   | 479    | 1,69  | 28.353    |
| 15                     | San Bernardo           | 39.027                  | 54,25                   | 19.740                | 27,44                 | 3.249           | 4,52            | 3.154               | 4,38                | 2.094                  | 2,91                   | 1.349           | 1,87            | 825                       | 1,15                      | 1.215                  | 1,69                   | 1.291  | 1,79  | 71.944    |
| 16                     | Belgrano               | 41.085                  | 49,42                   | 30.287                | 36,43                 | 2.887           | 3,47            | 2.297               | 2,76                | 2.336                  | 2,81                   | 1.384           | 1,66            | 848                       | 1,02                      | 747                    | 0,90                   | 1.271  | 1,53  | 83.142    |
| 17                     | Palermo                | 52.991                  | 46,74                   | 43.987                | 38,80                 | 4.114           | 3,63            | 3.153               | 2,78                | 3.220                  | 2,84                   | 1.792           | 1,58            | 1.166                     | 1,03                      | 1.200                  | 1,06                   | 1.744  | 1,54  | 113.367   |
| 18                     | Las Heras              | 53.923                  | 49,67                   | 38.557                | 35,51                 | 3.729           | 3,43            | 3.492               | 3,22                | 3.072                  | 2,83                   | 1.788           | 1,65            | 1.145                     | 1,05                      | 1.288                  | 1,19                   | 1.578  | 1,45  | 108.572   |
| 19                     | Pilar                  | 48.946                  | 45,51                   | 45.474                | 42,28                 | 3.113           | 2,89            | 2.415               | 2,25                | 2.833                  | 2,63                   | 1.426           | 1,33            | 1.065                     | 0,99                      | 912                    | 0,85                   | 1.363  | 1,27  | 107.547   |
| 20                     | Socorro                | 15.554                  | 33,91                   | 25.490                | 55,56                 | 1.147           | 2,50            | 719                 | 1,57                | 986                    | 2,15                   | 524             | 1,14            | 662                       | 1,44                      | 291                    | 0,63                   | 503    | 1,10  | 45.876    |
| 21                     | San Vicente de Paul    | 39.651                  | 47,69                   | 26.316                | 31,65                 | 4.834           | 5,82            | 3.013               | 3,62                | 2.065                  | 2,48                   | 1.625           | 1,96            | 2.147                     | 2,58                      | 1.467                  | 1,77                   | 2.019  | 2,43  | 83.137    |
| 22                     | Villa Lugano           | 35.994                  | 41,92                   | 30.098                | 35,05                 | 6.050           | 7,05            | 2.807               | 3,27                | 1.694                  | 1,97                   | 1.550           | 1,81            | 3.848                     | 4,48                      | 1.683                  | 1,96                   | 2.139  | 2,49  | 85.863    |
| 23                     | Cristo Obrero          | 31.011                  | 46,62                   | 21.193                | 31,86                 | 4.137           | 6,22            | 2.404               | 3,61                | 1.765                  | 2,65                   | 1.134           | 1,71            | 2.061                     | 3,10                      | 1.279                  | 1,92                   | 1.537  | 2,31  | 66.521    |
| 24                     | Versalles              | 33.200                  | 50,71                   | 19.270                | 29,43                 | 3.632           | 5,55            | 2.619               | 4,00                | 1.902                  | 2,91                   | 1.257           | 1,92            | 1.096                     | 1,67                      | 1.042                  | 1,59                   | 1.454  | 2,22  | 65.472    |
| 25                     | San Luis Gonzaga       | 36.422                  | 52,02                   | 21.480                | 30,68                 | 3.207           | 4,58            | 2.422               | 3,46                | 2.136                  | 3,05                   | 1.245           | 1,78            | 852                       | 1,22                      | 964                    | 1,38                   | 1.279  | 1,83  | 70.007    |
| 26                     | San José               | 36.899                  | 52,43                   | 20.166                | 28,65                 | 3.587           | 5,10            | 2.933               | 4,17                | 2.136                  | 3,03                   | 1.351           | 1,92            | 814                       | 1,16                      | 1.152                  | 1,64                   | 1.335  | 1,90  | 70.373    |
| 27                     | Ntra. Sra. del Carmen  | 30.177                  | 51,32                   | 17.958                | 30,54                 | 3.005           | 5,11            | 2.094               | 3,56                | 1.542                  | 2,62                   | 1.208           | 2,06            | 811                       | 1,38                      | 879                    | 1,50                   | 1.125  | 1,91  | 58.799    |
| 28                     | Saavedra               | 40.481                  | 50,44                   | 26.400                | 32,90                 | 3.523           | 4,39            | 2.524               | 3,14                | 2.252                  | 2,81                   | 1.427           | 1,78            | 1.118                     | 1,39                      | 1.033                  | 1,29                   | 1.489  | 1,86  | 80.247    |
| Mesas para extranjeros | Mesas para extranjeros | 3.401                   | 61,08                   | 1.484                 | 26,65                 | 80              | 1,44            | 208                 | 3,74                | 96                     | 1,72                   | 44              | 0,79            | 124                       | 2,23                      | 57                     | 1,02                   | 74     | 1,33  | 5.568     |
| Resultado              | Resultado              | 884.883                 | 49,30                   | 595.775               | 33,20                 | 82.482          | 4,59            | 61.578              | 3,43                | 49.855                 | 2,78                   | 30.835          | 1,72            | 30.096                    | 1,68                      | 25.968                 | 1,45                   | 33.223 | 1,85  | 1.794.695 |

### Legislatura
| ← 1997 · Legislatura · 2003 → | ← 1997 · Legislatura · 2003 →                       | ← 1997 · Legislatura · 2003 → | ← 1997 · Legislatura · 2003 → | ← 1997 · Legislatura · 2003 → | ← 1997 · Legislatura · 2003 → |
| Partido/Alianza               | Partido/Alianza                                     | Votos                         | %                             | Bancas                        | Electos |
| ----------------------------- | --------------------------------------------------- | ----------------------------- | ----------------------------- | ----------------------------- | --- |
|                               | Alianza para el Trabajo, la Justicia y la Educación | 652.182                       | 36,66                         | 24/60                         | Ver electos: - Enrique Olivera (UCR) - Mirta Liliana Chiernajowsky (FG) - Gabriela Marta González Gass (UCR) - Raúl Enrique Fernández (FG) - Cristian Diego Cayetano Caram (UCR) - Clorinda Anita Yelicic (PSP) - Fernando Caeiro (UCR) - Raúl Puy (PSD) - Marcela Alejandra Larrosa (UCR) - Marcelo Edmundo Vensentini (FG) - Jorge Enríquez (UCR) - Delia Bisutti (FG) - Jorge Eduardo Casabe (UCR) - Roque Gaspar Esteban Bellomo (FG) - Vilma Ibarra (FG) - Antonio Rubén Campos (UCR) - Fernando Ángel Finvarb (PSD) - Claudia Lidia Serio (UCR) - Oscar Moscariello (PDP) - Héctor Eduardo "Tom" Costanzo (UCR) - Sandra Elena Dosch (FG) - José Francisco Palmiotti (UCR) - Roy Cortina (PSP) - Beatriz Margarita Baltroc (FG) |
|                               | Alianza Acción por la República                     | 548.324                       | 30,82                         | 20/60                         | Ver electos: - Marta Angélica Oyhanarte (AR) - Enrique Osvaldo Rodríguez (ND) - Jorge Argüello (PJ) - Irene Cristina López de Castro (AR) - Eduardo Lorenzo Borocotó (AR) - Santiago de Estrada (AR) - María Lucila "Pimpi" Colombo (ND) - Lucio Oscar Ponsa Gandulfo (ND) - Jorge Srur (ND) - Silvia María Eva Gottero (ND) - Alberto Fernández (PJ) - Pablo Manuel Caulier (AR) - Alba Graciela González (AR) - Miguel Alfredo Doy (ND) - Atilio Domingo Alimena (PD) - María Laura Leguizamón (PJ) - Víctor Santa María (ND) - Julio Vitobello (PJ) - Marta Elena Talotti (PdC) - Guillermo Oliveri (PJ) |
|                               | Política Abierta para la Integridad Social          | 118.795                       | 6,68                          | 4/60                          | Ver electos: - Irma Roy (PJ) - Gerardo Amadeo Conte Grand (PJ) - Eduardo Valdés (PJ) - Alicia Beatriz Pierini (PJ) |
|                               | Izquierda Unida                                     | 78.746                        | 4,43                          | 2/60                          | - Patricio Echegaray (PC) - Vilma Ripoll (MST) |
|                               | Unión del Centro Democrático                        | 74.061                        | 4,16                          | 2/60                          | - Julio Alfredo Crespo Campos - Ricardo Oscar Busacca |
|                               | Buenos Aires para Todos                             | 53.044                        | 2,98                          | 2/60                          | - Jorge Alberto Giorno (PdC) - Alexis Latendorf (PSA) |
|                               | Movimiento de Jubilados y Juventud                  | 53.023                        | 2,98                          | 2/60                          | - Jorge Daniel Mercado - Irma Rosa Gerch |
|                               | Partido de la Generación Intermedia                 | 47.473                        | 2,67                          | 1/60                          | - Juliana Marino (PJ) |
|                               | Partido Humanista Ecologista                        | 39.553                        | 2,22                          | 1/60                          | - Lía Méndez |
|                               | Partido Justicialista                               | 37.259                        | 2,09                          | 1/60                          | - Mario O'Donnell |
|                               | Frente Unidad Trabajadora - Obrero                  | 36.419                        | 2,05                          | 1/60                          | - Jorge Altamira |
|                               | Partido de los Trabajadores Socialistas             | 10.591                        | 0,60                          |                               | |
|                               | Movimiento al Socialismo                            | 9.531                         | 0,54                          |                               | |
|                               | Corriente Patria Libre                              | 6.161                         | 0,35                          |                               | |
|                               | Partido Nacionalista Constitucional                 | 5.662                         | 0,32                          |                               | |
|                               | Partido Blanco                                      | 4.549                         | 0,26                          |                               | |
|                               | Acción Ciudadana                                    | 3.364                         | 0,19                          |                               | |
| Votos positivos               | Votos positivos                                     | 1.778.737                     | 95,17                         |                               | |
| Votos en blanco               | Votos en blanco                                     | 65.175                        | 3,49                          |                               | |
| Votos nulos                   | Votos nulos                                         | 25.101                        | 1,34                          |                               | |
| Participación                 | Participación                                       | 1.869.013                     | 73,20                         |                               | |
| Votantes registrados          | Votantes registrados                                | 2.553.361                     | 100                           |                               | |
| Fuente:                       |                                                     |                               |                               |                               | |